# Asarum yoshikawae
Asarum yoshikawae là một loài thực vật có hoa trong họ Aristolochiaceae. Loài này được T.Sugaw. mô tả khoa học đầu tiên năm 1998.